# Passpo
PASSPO☆ anciennement stylisé en hiragana ぱすぽ☆ (Pasupo☆) ou en abrégé PSP était un groupe féminin de J-Pop et de Pop rock à effectif non changeant composé d'idoles japonaises.
Fondé en 2009 par l'agence de talents (タレント, tarento) Platinum Passport (プラチナム・パスポート). L'agence est une sous-branche de la filiale Platinum Productions Inc. appartenant à la société Avex Group.
Le groupe débuta sous le label indépendant Jolly Roger en 2009, il passa ensuite en major chez Universal Music Japan en 2011. Le premier single en major, intitulé 少女飛行 (Shōjo Hikō, littéralement "Le vol des jeunes filles"), atteignit la 1re place du classement hebdomadaire de l'Oricon durant la semaine du 16 mai 2011. En 2016 le groupe changea une dernière fois de label pour Nippon Crown Music. Le groupe se sépara le 22 septembre 2018.
Le groupe comptait trois groupes-sœurs. Tout d'abord en 2010 apparaît Predia, au concept plus adulte. En 2011, une audition pour recruter des nouveaux membres est organisée, cependant à la suite du sondage des fans l'idée de modifier l'effectif est abandonnée. Certaines ex-candidates sont cependant retenues pour former Palet. Enfin, en 2015 naquit Puchi PASSPO☆ basé sur le concept des Jeux olympiques et qui fut quasiment entièrement géré par les hôtesses elles-mêmes.

## Présentation
Le concept du groupe se concentrait sur le ciel et le voyage', la meneuse du groupe et son assistante sont ainsi désignées par des termes en cohérence avec ce thème, respectivement capitaine et chef de cabine.
Le projet est lancé avec pour concept l'idée de proposer un "groupe d'idoles géré par tout le monde" (みんなでつくるアイドルユニット, mina de tsukuru aidoru yunitto). La production propose une gestion participative du groupe en consultant, via les plateformes de blogues et le réseau social twitter, l'opinion des membres du groupe et des fans, lors des prises d'initiatives et en organisant des sessions de discussion. Le nom du groupe ぱすぽ☆ (Pasupo☆) demeure cependant un choix imposé, il dérive en effet du mot Passport présent dans la dénomination de la société de production Platinum Passport.
La thématique musicale se veut festive et s'adresse au plus grand nombre avec un "rock que tout le monde peut danser" (『みんなで踊れるロック』, Minna de odoreru rokku).
L'histoire du groupe démarre sous les plus beaux auspices, en effet en hissant leur tout premier single major à la première place du classement hebdomadaire de l'Oricon, PASSPO☆ marque un jalon dans l'histoire musicale japonaise, en devenant le tout premier groupe féminin à réaliser cette performance.

### Une terminologie consacrée
Le groupe PASSPO☆ joue sur le thème du "ciel" et du "voyage", aussi une terminologie particulière est employée,.
| Comparaison de la terminologie classique avec celle utilisée par PASSPO☆ | Comparaison de la terminologie classique avec celle utilisée par PASSPO☆ |
| ------------------------------------------------------------------------ | ------------------------------------------------------------------------ |
| Termes classiques                                                        | Terminologies spécifiques au groupe                                      |
| Membre (メンバー, Membā)                                                 | Crew (クルー, Kurū)                                                      |
| Leader (リーダー, Rīdā)                                                  | Capitaine (キャプテン, Kyaputen)                                         |
| Sub-Leader (副リーダー, Fuku Rīdā)                                       | Chief Purser (チーフパーサー, Chīfu Pāsā)                                |
| Fan (ファン, Fan)                                                        | Passager (パッセンジャー（パッセン）, Passenjā (Passen))                 |
| Live (ライブ, Raibu)                                                     | Flight (フライト, Furaito) : concert                                     |
| Entrée (開場, kaijō)                                                     | Embarquement(Boarding)                                                   |
| Lever de rideau (開演, kaien)                                            | Décollage (Departure)                                                    |
| Bâton lumineux (ペンライト, Penraito)                                    | Bâton lumineux d'agent de liste (誘導灯, Yūdōtō)                         |
| Billet de concert (ライブチケット, Raibu Chiketto)                       | Carte d'embarquement (搭乗券, Dōjōken)                                   |
| Coupon pour une Poignée de main (握手券, Akushu Ken)                     | Billet d'avion (フライトチケット, Furaito Chiketto)                      |
| Groupe de musique d'accompagnement, de soutien.                          | The Ground Crew, GuraKuru (グランドクルー, Gurandokurū)                  |
| Concert avec places offertes dans des CDs.                               | Vol charter (チャーター便ライブ, chātā-bin)                              |

## Résumé historique

### 2009: Sélection des membres, début d'activité et1rereprésentation.
Le 28 janvier, sont présentées dix-neuf collégiennes et lycéennes, sous contrat avec l'agence de talent Platinum Passport, qui candidatent à la sélection des membres d'un futur groupe d'idoles. Le mois suivant, les candidates sont mises à contribution, lors d'opérations marketing visant à promouvoir la future formation, elles doivent distribuer des mouchoirs dans les rues d'Akihabara, un quartier très fréquenté des férus d'idoles.
Une première épreuve de sélection est organisée le 15 mars, elle prend la forme d'une représentation publique lors de l'événement LIVE PARK in AKIBA. Il s'agit d'un enjeu important pour les jeunes filles car seules douze candidates continueront à l'issue de cette phase de sélection. La deuxième épreuve se déroule sur deux jours, les 9 et 10 mai, les candidates montent sur les planches pour jouer la pièce intitulé Mongorian Choppāzu (『モンゴリアンチョッパーズ』).
Pour cette occasion, les futurs membres sont répartis en deux équipes, l'Équipe A (Aチーム, A Chīmu) accueille Ai Negishi, Sako Makita, Yukimi Fujimoto, Natsumi Iwamura et  Shiori Mori, et pour lui faire face l'Équipe B (Bチーム, B Chīmu) rejointe par Naomi Anzai, Makoto Okunaka, Kaho Sakuma, Mio Masui et Anna Tamai. Concomitamment le concept musical du groupe est révélé au public.
Au mois de juin, les annonces s'enchaînent, sont annoncés les noms des dix membres officiels, le nom du groupe ainsi que la couleur attribuée à chaque jeune fille, respectivement le 1er, 10 et 19 juin. L'expression japonaise Jūnintoiro (十人十色), littéralement 10 personnes 10 couleurs, est employée à l'égard des dix membres et de  leur couleur respective. Il s'agit d'un jeu de mots, car cette expression idiomatique à quatre caractères signifie en réalité tous les goûts sont dans la nature.
La toute première représentation musicale du groupe est organisée en fin d'année, elle se déroule le 17 novembre au morph-tokyo. Elle donne le départ à la première tournée de représentations données exclusivement dans des live house.

### 2010: Début théâtral,1erssingles et1eralbum, "Attention Please" émission promotionnelle sur une chaîne locale.
Ce ne fut pas par des concerts mais par des représentations théâtrales que commencèrent les activités de l'équipage pour cette nouvelle année. En effet, il joua la pièce  Sakura Iro au théâtre HOPE du 20 au 22 mars. À la fin du mois, le 31 mars, sorti le 1er single indépendant Let it Go!!. Le mois suivant fut lancé l'émission télévisée promotionnelle intitulée Attention Please sur la chaîne TV Kanagawa, la 1re diffusion eut lieu le 5 avril. Après un premier single au début du printemps, le groupe donna son 1er concert solo, intitulé PASSPO☆ TAKEOFF! - Sorry, can we make a Flight ? (ぱすぽ☆TAKEOFF!〜フライトしちゃっていいんでSKY?〜, Pasupo TAKEOFF! ~ furaito shichatte iin de SKY ?), le 3 mai, dans la salle du Astro Hall dans le quartier de Shibuya.
L'été fut marqué par la sortie, le 14 juillet, du 2e single indépendant Hallelujah, la participation à la 1re édition du Tokyo Idol Festival et l'apparition de certains membres sur le Pavillon de l'Industrie du Japon, lors de l'Exposition universelle de Shanghai, le 7 septembre.

L'année se termina en beauté par la sortie de deux singles et d'un album. Tout d'abord, le 20 octobre fut commercialisé le 3e single intitulé "Pretty Lie GPP Go On A Highway" concaténation des trois titres éponymes, Pretty Lie, "Girls Pajama Party" alias GPP et "Go on a Highway", présents sur le disque, ensuite le 8 décembre, sorti le 1er album du groupe - en indépendant - dont le titre "TAKE☆OFF" métaphore de l'envol du groupe. Juste avant la sortie du 4e single, le 23 novembre le groupe retourna, un an après leur première représentation au morph-Tokyo, à l'occasion du premier anniversaire du groupe. Enfin, le 19 décembre,  le deux titres "DEPARTURE" - toujours pour filer la métaphore du voyage et pour mettre l'emphase sur l'essor du groupe.

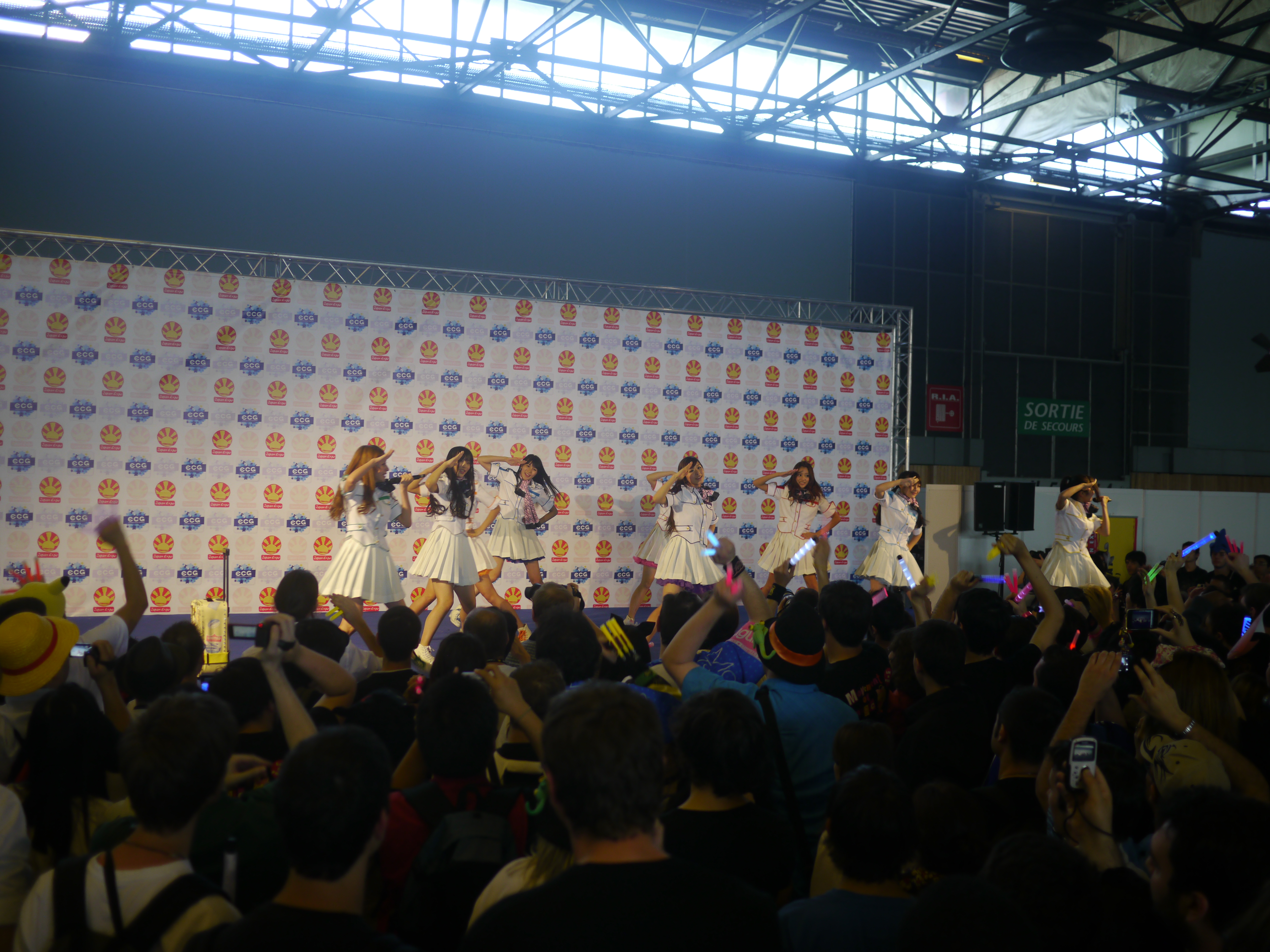
PASSPO - Scène 100% cosplay - Japan Expo 2011

### 2011: Début en major prometteur, Japan in Motion, Japan Expo et départ de Kaho Sakuma.
L'année débuta par l'annonce au mois de janvier de la signature avec le label major Universal Music Japan.
La première apparition de l'année, eut lieu le 9 janvier, en compagnie des pompiers de la ville Yokohama, à l'occasion du Yokohama New Year Firefighters' event 2011 (横浜消防出初式2011, Yokohama Shōbō Dezomeshiki 2011) au Yokohama Akarenga  Event Plaza (横浜赤レンガイベント広場, Yokohama Akarenga Ibento Hiroba).
Quatre mois après leur début chez Universal Music Japan, le groupe sorti, le 5 avril, son 1er single en major intitulé Shōjo Hikō. À cette même époque, PASSPO☆ rejoignit la distribution de l'émission franco-japonaise Japan in Motion, diffusée sur la chaîne française Nolife. Ce fut le 17 mai que le 1er épisode mettant en scène l'équipage fut diffusé. Grâce à ce partenariat, le groupe fut invité à participer, le 1er juillet, à Japan Expo, où il se produisit plusieurs fois sur scène.
De retour au Japon le groupe débuta la promotion de son prochain single major, premièrement en organisant un concert au Shibuya AX le 16 juillet, ensuite en entamant une série de mini-concerts dans le cadre du Shiodome Expo (汐博) du 1er au 22 août, puis en donnant un concert, le 8 août, dans le cadre de l'événement intitulé Mezamashi Live - United State of Odaiba (お台場合衆国　めざましライブ, Odaiba Gasshūkoku Mezamashi Raibu) sur l'ile d'Odaiba. Finalement, le 24 août sorti ViVi Natsu, le 2e single en major du groupe.
En fin d'année, un nouveau concert fut organisé, le 16 novembre, à l'occasion du 2d anniversaire du groupe au Akasaka BLITZ (赤坂BLITZ, Akasaka BLITZ). Cet événement fut suivi par la sortie, le 7 décembre du 1er album major CHECK-IN, dont le nom, toujours emprunté au vocabulaire de l'aviation, illustrait le "décollage" de la popularité du groupe. Pour clore l'année en beauté, une tournée des salles de concert Zepp fut organisée, les 27, 28 et 30 décembre. La série de concerts débuta au Zepp de Nagoya, passa ensuite par celui d'Ōsaka avant de terminer par celui de Tōkyō. À l'issue de l'ultime représentation au Zepp Tōkyō, Musshu quitta la formation.

### 2012: Recrutement avorté, diversification musicale, participation au Yubi Matsuri et nouveau nom de groupe.
L'année débuta le 7 mars avec la sortie du 3e single intitulé Kimi ha boku wo suki ni naru. À l'occasion de la sortie de ce single, le premier depuis le départ de Musshu, un vote fut organisé. Les gens achetant ce single reçurent alors un bulletin de vote pour choisir la nouvelle composition du groupe, parmi les 9 membres encore en activité et 8 nouvelles candidates. Les 10 personnes recueillant le plus de votes auraient alors formé le nouveau groupe. Finalement devant le rejet des fans, le groupe garda sa composition de l'époque et continua avec uniquement 9 membres.
À la fin du mois, le 31 mars se tint un concert dans la salle du Nakano Sun Plaza (中野サンプラザ, Nakano San Puraza). Plus tard, le 19 avril, dans le cadre de la thématique Voyage du Rock autour du Monde (｢世界一周ロックの旅｣, Sekaiisshū Rokku no Tabi), une trilogie de singles intitulée trilogie de PASSPO☆ Airline (｢ぱすぽ☆エアライン3部作｣, Pasupo Earain San Bu Saku) fut annoncée. Le premier opus de la trilogie sorti le 13 juin, il s'agissait du 4e single Next Flight. Ce single était également connu sous le nom de PASSPO☆ meets LA Metal (ぱすぽ☆meets LA Metal (LAメタル, LA Metaru?), LA Metaru).
Le 25 juin, le groupe eut la chance d'être sélectionnée par Rino Sashihara pour participer à la première édition du Yubi Matsuri (ゆび祭り), au Nippon Budokan. Les concerts se succédèrent d'abord le 31 juillet lorsque le groupe donna une représentation dans le cadre du festival Mezamashi Live 2012 (めざましライブ, Mezamashi Raibu 2012) à Odaiba (お台場). Ensuite en participant une 3e fois les 4 août et 5 août au Tokyo Idol Festival 2012 (東京アイドルフェスティバル 2012, Tōkyō Aidoru Fesutibaru 2012) toujours sur la presqu'ile d'Odaiba. Puis en prenant part le 11 août au festival musical a-nation dans le quartier de Shibuya (渋谷区, Shibuya-ku).  Et enfin en partant pour une tournée des Zepp des villes de Tōkyō, Nagoya et Ōsaka, intitulée Tournée Zepp Tōkyō/Nagoya/Ōsaka (東名阪Zepp ツアー, Tōmeisaka Zepp Tsuā) les 14 août, 15 août et 18 août.
Le 2e volet de la trilogie et 5e single du groupe sorti le 15 août et s'intitulait Natsuzora HANABI, comme le premier il marqua à nouveau une collaboration avec un style de musique, cette fois-là le punk japonais et comme le laissait entendre son surnom PASSPO☆ meets Japanese Punk (ぱすぽ☆meets Japanese PUNK). Il fut suivi, le 3 octobre par la sortie de WING, 6e single closant la trilogie et faisant la part belle au metal allemand et fut connu sous le nom PASSPO☆ meets German Metal (ぱすぽ☆meets German METAL).
Enfin d'année, le groupe fêta le 25 novembre son 3e anniversaire, en organisant deux concerts au Shinjuku Blaze (新宿ブレイズ, Shinjuku Bureizu), à Tokyo. Le dernier concert de l'année fut donné le 28 décembre à Shibuya, à cette occasion, il fut annoncé que le nom du groupe changerai à compter du 1er janvier 2013.

### 2013: Tournée de "vols charters", une nouvelle émission TV, nouvelles expérimentations musicales.
Au 1er janvier le nom du groupe changea, passant de ぱすぽ☆ écrit en hiragana à PASSPO☆ écrit en rōmaji.
À la fin du mois, le 30 janvier le coffret triple DVD PASSPO☆ "Next Flight" "Natsuzora HANABI" "WING" Fest LIVE DVD BOX (ぱすぽ☆「Next Flight」「夏空HANABI」「WING」フェスLIVE) fut mis en vente, cette sortie s'accompagna quelques semaines plus tard, le 13 février par celle de Sakura Komachi, 7e single du groupe et premier depuis le changement de nom. Le système de "vols charters", utilisés l'année précédente pour assurer la promotion des singles fut reconduit. Il s'agit d'une tournée de concerts dont les places ne furent pas vendues mais offertes lors de l'achat d'exemplaires du dernier single. Intitulée PASSPO☆ - Tournée 2013 de concerts "vols charters" (PASSPO☆チャーター便フライトツアー2013, PASSPO☆ chātā-bin furaitotsuā nisenjūsan) elle décolla le 7 mars du Kanazawa EIGHT HALL dans la préfecture d'Ishikawa, fit cinq haltes dans d'autres préfectures avant d'atterrir le 30 mars au Shinagawa Prince Hotel - Stellar Ball dans la préfecture de Tokyo. Lors de la représentation finale, une nouvelle trilogie de singles fut annoncée.
Durant cette tournée, sortirent simultanément, le 27 mars, les deux premiers best-of intitulés PASSPO☆ Best1 et PASSPO☆ Best2. Soit quatre mois pile après la parution du 3e album studio One World. PASSPO☆ Best1 compile, les faces A et B des premiers singles sortis en indépendant et de ceux sortis plus récemment en major avec quelques chansons tirées d'albums. PASSPO☆ Best2 rassemble des faces B de singles et des chansons d'albums. Les costumes, qui ont servi pour la promotion de l'album, ont été dessinés par Miomio.
En fin de semaine suivante, le samedi 6 avril, démarrai, sur TV Tokyo et pour une durée de 6 mois, la diffusion d'une émission de divertissement, spécialement programmée pour promouvoir le groupe, intitulée PASSPO☆ no SHAKU-UMA TV (『PASSPO☆の尺うまＴＶ（ティビー）』). Chaque samedi, dans la nuit entre 02h35 et 03h05 du matin et pendant 30 minutes le groupe fut soumis à différentes épreuves. L'émission s'axait principalement autour d'une thématique sportive. Le groupe comptant neuf membres, il fut même décidé de former une équipe de baseball, chaque membre du groupe occupant un poste différent. L'équipe ainsi formée fut nommée Shark 9 (シャーク9).
Deux mois après la précédente tournée de "vols charters", une seconde fut organisée du 3 mai au 6 mai sur l'ile de Taïwan. Pour s'amuser du fait que les spectateurs japonais souhaitant y assister, durent acquérir un billet d'avion, la tournée fut nommée "Tournée de concerts avec un Réel Vol Charter" (リアルチャーター便フライトツアー, Riaru Chātābin Furaito Tsuā).
À la fin du printemps, le 22 mai, le single STEP&GO / Candy Room fut mis en vente. Ce 8e opus, comportant une double Face A, signait le début d'une nouvelle trilogie de singles. Le mois suivant, le 26 juin, sorti Truly le 9e single du groupe, 2e de la nouvelle trilogie. Le programme estival se poursuivit par une 3e série de concerts qui débuta le 30 juin, pour une durée de deux mois. Retour au Japon pour une tournée nationale, dans dix villes, intitulée Charter Flight Tour in Summer Vacation !! (チャーター便フライトツアーin Summer Vacation !!, Chātābin Furaito Tsuā in Summer Vacantion !!). Au milieu de la tournée, le 31 juillet, sorti le 10e single nommé Mōsō no Hawaii, closant la seconde trilogie de singles. La fin de l'été fut marquée par l'arrêt, le 29 septembre, de la diffusion de l'émission de variété PASSPO☆ no SHAKU-UMA TV, à l'issue du 25e épisode.
L'automne ne fut pas en reste avec l'organisation, le 14 octobre d'un nouveau concert solo (One Man Flight) afin de promouvoir la sortie de leur 11e single,Growing Up, sorti le 16 octobre. Celui-ci évoquait l'évolution du groupe au cours des trois dernières années. Enfin l'année se termina par la sortie, le 11 décembre d'un 3e album en major nommé Jejejejet!!.

### 2014: Hommage à Akihiro Yokoyama, grande tournée des 5 ans, formation de Hacchaketai.
À la suite de l'annonce de la sortie d'un nouveau single au mois de mars, une tournée promotionnelle de 8 dates fut organisée. Intitulée Kanto Region Flight Tour 2014 (PASSPO☆関東近郊フライトツアー2014, PASSPO ☆ Kantō kinkō furaitotsuā 2014), elle débuta le samedi 18 janvier au Kashiwa PaloozA (Chiba), passa entre autres par le Serbian Night de Kawasaki avant de se clore le 9 février au ShinjukuBLAZE. Le titre du douzième single bien qu'encore inconnu, il était déjà possible de le réserver durant la tournée, c'est au printemps que le nom Perfect Sky et la date de sortie le 26 mars furent annoncés.
Le cinquième anniversaire du groupe fut célébré par une tournée nationale divisée en quatre temps, la Tournée compte à rebours des cinq ans de formation de PASSPO☆ - 1re partie (PASSPO☆ 結成5周年 カウントUPツアー 前編, PASSPO ☆ kessei 5-shūnen kaunto UP tsuā zenpen) débuta le 14 juin au Akasaka Blitz dans la préfecture de Tokyo et prit fin le 26 juillet au Electric Lady Land dans la préfecture d'Aichi. Cette fois encore, ce fut l'occasion d'assurer la promotion d'un futur single. En effet, la première représentation publique d'Himawari se fit lors de la première date de la tournée.
L'été fut propice à la promotion du groupe, tout d'abord au mois de juillet Makoto Okunaka travailla en tant que mannequin pour la marque de vêtements Vanquish Venus, le mois suivant Ai Negishi, Makoto Okunaka et Naomi Anzai apparurent dans une publicité pour l'opérateur japonais de télécommunications mobiles SoftBank, enfin ce même mois, le compte officiel du groupe sur Line ouvrit. Cependant la fin de l'été fut troublée par l'annonce, au Shinjuku Blaze, le 28 septembre 2014  Makoto Okunaka le 1er janvier 2015. Makoto expliqua sa décision par le souhait de poursuivre sa carrière solo en tant qu’actrice dans un message posté sur YouTube.
À la suite du décès d'Akihiro Yokoyama (横山明裕), membre de The Ground Crew, survenu le 13 mai 2014, un concert en son hommage intitulé YOKO Fest The Final "Yoko-chan est parti ~ tous présents" (「YOKO Fest The Final『ヨコちゃん逝ったよ～全員集合！！』」, YOKO Fest The Final “yoko-chan itta yo ~ zen'in shūgō!!") fut organisé le 12 septembre au CLUB CITTA' KAWASAKI (Préfecture de Kanagawa).
La virée nationale reprit avec la Tournée compte à rebours des cinq ans de formation de PASSPO☆ - 2e partie (PASSPO☆ 結成5周年 カウントUPツアー 中編, PASSPO ☆ kessei 5-shūnen kaunto UP tsuā chūhen) qui débuta le 13 septembre au Kanazawa Eight Hall dans la préfecture d'Ishikawa et se termina le 25 octobre au Umeda Akasako dans la préfecture d'Osaka,. Le voyage continua de plus belle avec la Tournée compte à rebours des cinq ans de formation de PASSPO☆ - dernière partie (PASSPO☆ 結成5周年 カウントUPツアー 後編, PASSPO ☆ kessei 5-shūnen kaunto UP tsuā kōhen) qui démarra le 2 novembre au SendaiRensa dans la préfecture de Miyagi et qui s'acheva le 23 novembre au FukuokaDrum Be-1 dans la préfecture de Fukuoka.
Les quatre membres les plus âgées Natsumi Iwamura, Naomi Anzai, Shiori Mori et Yukimi Fujimoto, à l'exception de Negishi Ai, annoncèrent en décembre la formation d'un sous-groupe nommé Hacchaketai from Passpo☆ (はっちゃけ隊fromPasspo☆). Leur objectif est, à l’image de supporters, d’encourager les personnes ayant besoin de soutien.

### 2015: Départs de Makoto Okunaka et de Sako Makita, création du groupe sœur Puchi Passpo☆, changement de label.
Comme annoncée l'année passée, l'année débuta par le départ de Makoto Okunaka qui quitta le groupe le 1er janvier 2015 à l'issue du Final de la tournée compte à rebours des cinq ans de formation de PASSPO☆ (PASSPO☆ 結成5周年 カウントUPツアーファイナル, PASSPO ☆ kessei 5-shūnen kaunto UP tsuā final). Le concert fleuve donné au Tokyo Dome City Hall dura plus de six heures, durant lesquelles toutes les chansons du groupe furent interprétées.
Au mois de février Mio Masui a repris son rôle de Kanō Saeko (加納冴子) pour la troisième saison de la Série télévisée Nagoya Iki Saishuu Ressha (名古屋行き最終列車),. Elle est apparue dans la 2e nuit (第2夜, Dai 2 yoru, 2e épisode) qui fait suite à la 3e nuit de la saison 1 et à la 3e nuit de la saison 2.
Deux mois plus tard, en avril Ai Negishi a joué dans la pièce de théâtre ほしのこえ (Hoshi no Koe) adaptée du court métrage d'animation The Voices of a Distant Star réalisé par Makoto Shinkai.
Le mois suivant a été chargé, entre la sortie du recueil de photographies Passpo☆ no Dappi (Passpo☆の脱皮), l'annonce de la création du groupe-sœur Petit Passpo☆ (ぷちぱすぽ☆, Puchi Pasupo) et la suspension temporaire des activités de Sako Makita en raison de problèmes de santé. S'ajoute également à cette effervescence, la sortie le 13 mai 2015 du 4e album major Beef or Chicken. Naomi Anzai a écrit les paroles de la chanson High Tension Emotion (ハイテンションエモーション) et Sako Makito celles de Not in Theory.
L'été s'est conclu par la tenue du 1er live de Hacchaketai le 6 septembre, sorte d'avant-goût de la grande tournée de deux mois et demi, intitulée PASSPO☆ Tournée de vols : Tournée anniversaire du ROCK - Vols de remerciement (『PASSPO☆フライトツアー ROCK周年ツアー アリガート便』, PASSPO☆ Furaito Tsuā ROCK Shūnen Tsuā Arigāto Bin), qui s'est achevée au Shinagawa Stellar Ball de Tokyo (東京・品川ステラボール, Tōkyō - Shinagawa Suterabōru). À cette occasion, lors de la dernière représentation de la tournée à Tokyo, a été annoncé le transfert sous le label Nippon Crown.
À l'occasion d'halloween, les filles se sont cosplayées en super héros des Avengers de Marvel.
Pour les fêtes de fin d'année sont organisés des concerts gratuits dans le cadre de la Tournée de vols gratuits organisée dans la capitale et six préfectures pour célébrer la sortie de Mr. Wednesday (『Mr.Wednesday 発売記念1都6県フリーフライトツアー』, Mr.Wednesday Hatsubai Kinen Ichi-to Roku-ken Furī Furaito Tsuā). Ces concerts débutent le 20 décembre et se terminent le 24 janvier 2016.  Sako Makita a quitté le groupe le 30 décembre.

### 2016: Un nouveau départ,1rereprésentation du PASSPO☆ BAND, participation à "@Jam in Shanghai 2016".
Le 24 février, après dix-neuf mois d'attente, la sortie du quatorzième single Mr. Wednesday a marqué un nouveau départ, présenté comme le "Second Démarrage en Major". À compter de cette date, les productions musicales n'ont plus été gérées par Universal Music Japan mais par CROWN GOLD une marque déposée du label Nippon Crown. La mini-tournée de trois dates "Mr.Wednesday Flight Tour TNO" (TNO pour Tokyo-Nagoya-Ōsaka) programmée les mercredis 10, 17 et 24 février, a tenu lieu de promotion du nouveau single.
La fin de l'hiver comme le début du printemps a été assez calme, à l'exception de la participation, durant le mois d'avril, d'Ai Negishi et de Mio Masui dans la pièce de théâtre Gag Man Hiyori (ギャグマンガ日和) au AiiA Theater Tokyo. Plus tard, le 28 mai grande première pour PASSPO☆ BAND qui s'est produit pour la toute première fois en concert solo "BAND PASSPO☆ 1st ONEMAN LIVE", au Harajuku Astro Hall de Tokyo.
En juin, le groupe a quitté le Japon pour atterrir en Chine, à l'occasion du "@Jam in Shanghai 2016". The World Standard et Tokyo Girls' Style ont également pris part à ce voyage. Un quinzième single Bachelorette ha owaranai est sorti le 27 juillet. En plus de la chanson éponyme, le single contient 7's Up le nouvel hymne du groupe. Les 16, 17 et 23 juillet "Bachelorette ha owaranai Release Kinen TNO Tour" (『バチェロレッテは終わらない リリース記念東名阪ツアー』) une nouvelle mini-tournée TNO a été organisée pour promouvoir la nouvelle sortie estivale.
Il avait fallu attendre la fin de l'été pour profiter de la classique tournée annuelle. Nommée cette année-là "PASSPO☆ no Mirai Sayū - ~Road to Tokorozawa Kōkū kōen〜" (『PASSPO☆の未来 左右ツアー 〜Road to 所沢航空公園〜』), elle semblait vouloir marquer d'une pierre blanche le nouvel envol des sept hôtesses de l'air, en choisissant un haut lieu de l'aviation japonaise comme destination. Après avoir décollé le 11 septembre depuis la scène du Club FLEEZ de Takasaki dans la préfecture de Gunma, la tournée avait pris fin le 19 novembre dans le parc aérien de Tokorozawa à l'issue de dix-sept dates. En effet, la ville située dans la préfecture de Saitama avait été choisie par Yohitoshi Tokugawa en 1911 comme premier terrain d'aviation du Japon.
L'année s'était terminée avec l'annonce de la victoire au concours "Poterich presents idol kamioshi kettei-sen" (「ポテリッチ presents アイドル神推し決定戦」) organisé par la marque Calbee. Arrivé devant les groupes Negicco et Yumemiru Adolescence, PASSPO☆ a eu droit à des emballages de "Poterich" à son effigie durant le mois de décembre.

### 2017: Tournée "Chant, danse et instruments", concert au Nippon Seinenkan,17eet dernier single.
L'année est inaugurée par une première tournée intitulée "Utatte odotte kanaderu tour" (歌って踊って奏でるツアー), littéralement "chant, danse et instruments de musique". Elle se démarquait des précédentes, par l'ajout de performances du PASSPO☆ Band en complément des chorégraphies habituelles. Du 22 janvier au 1er avril, se sont enchaînés deux fois par journée, dans un premier temps un spectacle incorporant des morceaux joués par le groupe puis plus tard dans la journée une représentation classique. Débutée dans la salle de concert Sendai Hook, situé dans la préfecture de Miyagi, la tournée a pris fin au duo MUSIC EXCHANGE de Shibuya.
Un mois et demi plus tard, débutait une deuxième tournée "Boys too, be ambitious!"「青年も、大志を抱け！ツアー」s'étalant du 18 juin au 9 septembre. Il s'agit d'une référence à la célèbre citation de William Smith Clark. Vingt-quatre représentations ont été programmées sur douze journées à travers le Japon. La tournée se termine au Nippon Seinenkan tout juste rouvert et marque un jalon important.
Le même mois, le dix-septième single Stand Up Girls! ~Dai 1wa Dame Dame Kaijū ni Goyōjin~ est mis en vente le 27 septembre.
Le concept de la première tournée a été reconduit une seconde fois, pour la série de concerts "Utatte odotte kanaderu tour 2017→2018"「歌踊って奏でるツアー 2017→2018」, du 4 novembre au 4 février 2018.

### 2018: Dernière tournée avecbataille des groupes, dernier concert au Nakano Sun Plaza, dissolution du groupe.
Un mois après la fin de la tournée, le groupe a participé à l'événement THE IDOL FRONT FESTA, organisé au Mynavi BLITZ Akasaka le 8 mars. D'autres groupes d'idoles y prennent également part, desquels Predia et The World Standard.
Le 18 mai la production annonce, via le blog officiel du groupe, la dissolution de Passpo☆ à la fin de la tournée "Utatte odotte kanaderu taiban tour ~ Road to Nakano Sun Plaza". Cette décision a été prise à la suite de nombreuses discussions avec les jeunes femmes du groupe, certaines d'entre elles ayant fait part de leur souhait de mener à bien des projets artistiques individuels.
Deux jours plus tard, débutait leur dernière tournée intitulée "Utatte odotte kanaderu taiban tour ~ Road to Nakano Sun Plaza " (「歌って踊って奏でる対 ツアー〜Road to 中野サンプラザ〜」). L'ultime série de concerts s'est déroulée sur quatre mois du 20 mai au 22 septembre et se présentait sous la forme de taiban, sortes de duels durant lesquels PASSPO☆ a "affronté" un groupe "rival". Il s'agissait, en réalité, de concerts réalisés en collaborations avec d'autres groupes. Chacun aura donné lieu a des reprises et des complicités parfois inédites. Parmi les participants, des groupes de musique comme THE BOY MEETS GIRLS, Cidergirl (サイダーガール) ou encore Furachinarhythm (フラチナリズム), auxquels s'ajoute le concours d'autres idoles Tokyo Girls' Style par exemple ou encore Ōsaka☆Shunkashūtō. À l'issue de dix-sept représentations, la tournée commencée au Kashiwa Palooza (柏Palooza) à Chiba se termine au Nakano Sun Plaza le 22 septembre.
Passpo☆ cesse son activité à l'issue du concert d'adieu (ラストフライト - "Dernier vol").

### 2019 ~ présent: Hacchaketai continue ses activités, l'après PASSPO☆.
En février, le sous-groupe Hacchake-Tai, annonce reprendre ses activités dès le mois de mars avec les mêmes membres que précédemment.
Le 25 juin 2018, quelques mois avant la séparation du groupe, Mio Masui a fondé BabooBee (バブービー) (site officiel), un groupe composé de trois musiciens. Mio joue de la basse, Michiko de la guitare et Dr Murakoso de la batterie.
En octobre 2020, la franchise multimédia D4DJ est créée, Negishi Ai devient la doubleuse de Matsuyama Dalia membre du groupe virtuel Merm4id dans le jeu musical D4DJ. Par la même occasion Negishi Ai donne vie à l'idole virtuelle en chantant à sa place en concerts.
Depuis 2018, Sako Makita produit son propre festival idoles Saco Fes (サコフェス). À partir de janvier 2021, elle organise les auditions via le "SAKO PROJECT!" pour le futur groupe d'idoles qu'elle va gérer. En mai 2022, sort le clip "Watashi no ichiban kawaii tokoro (「わたしの一番かわいいところ」)" du groupe FRUITS ZIPPER, c'est à Sako que l'on doit la chorégraphie de ce single qui a eu un succès retentissant.

## Hacchake-Tai
Les quatre membres Naomi, Natsumi, Yukimi et Shiori forment le sous-groupe Hacchaketai (はっちゃけ隊), HCKT en abrégé.
Leur premier concert a lieu le 6 septembre 2015. Quelques jours plus tard, le 14 septembre 2015 sort leur premier single Born this way.

### 2019
Le 15 mars 2019, Hacchaketai, qui n'a pas été dissout à la suite de la disparition du groupe PASSPO☆, organise un Concert Solo (ワンマンライブ, wanman raibu) intitulé ironiquement "Quel dommage, Hacchaketai continue !!" (〜はっちゃけ隊 解散してませんからあああああー！ 残念〜！！, Hacchaketai kaisan shitemasen karaaaaaa !! Zanen~ !!) au GARRET udagawa.
Le groupe a continué son activé en participant à divers événements au cours de l'année, d'abord en apparaissant au Yatsui Festival 2019 le 16 juin, au Roppongi Idol Festival 2019 (「六本木アイドルフェスティバル2019」) le 28 juillet, au PLATINUM IDOL FESTIVAL 2019 le 17 août et au Nakano Matsuri le 14 octobre.

### 2020
Les concerts reprennent de plus belle malgré la crise sanitaire.
Le quatuor commença sa nouvelle saison en participant au AKNFES2020 - atarashii, anohibini - (【AKNFES2020〜アタラシイ、アノヒビニ〜】) le 14 février en compagnie d'autres groupes d'idoles comme Up Up Girls Kakko Kari et Starmarie. Hacchaketai continua en réalisant la première partie de GIG Takahashi le 6 août au Shinjuku Blaze. Il participa de nouveau, le 10 août, au Roppongi Idol Festival pour son édition 2020, Tamai Anna fait une apparition comme invité surprise.

### 2021
Troisième participation de HCKT au Roppongi Idol Festival le 1er août.

### 2022
Quatrième participation au Roppongi Idol Festival, le 31 juillet en troisième journée. À noter également qu'Anna a participé au festival en qualité de maîtresse de cérémonie, elle a ainsi animé les deux derniers jours du festival.

## Membres

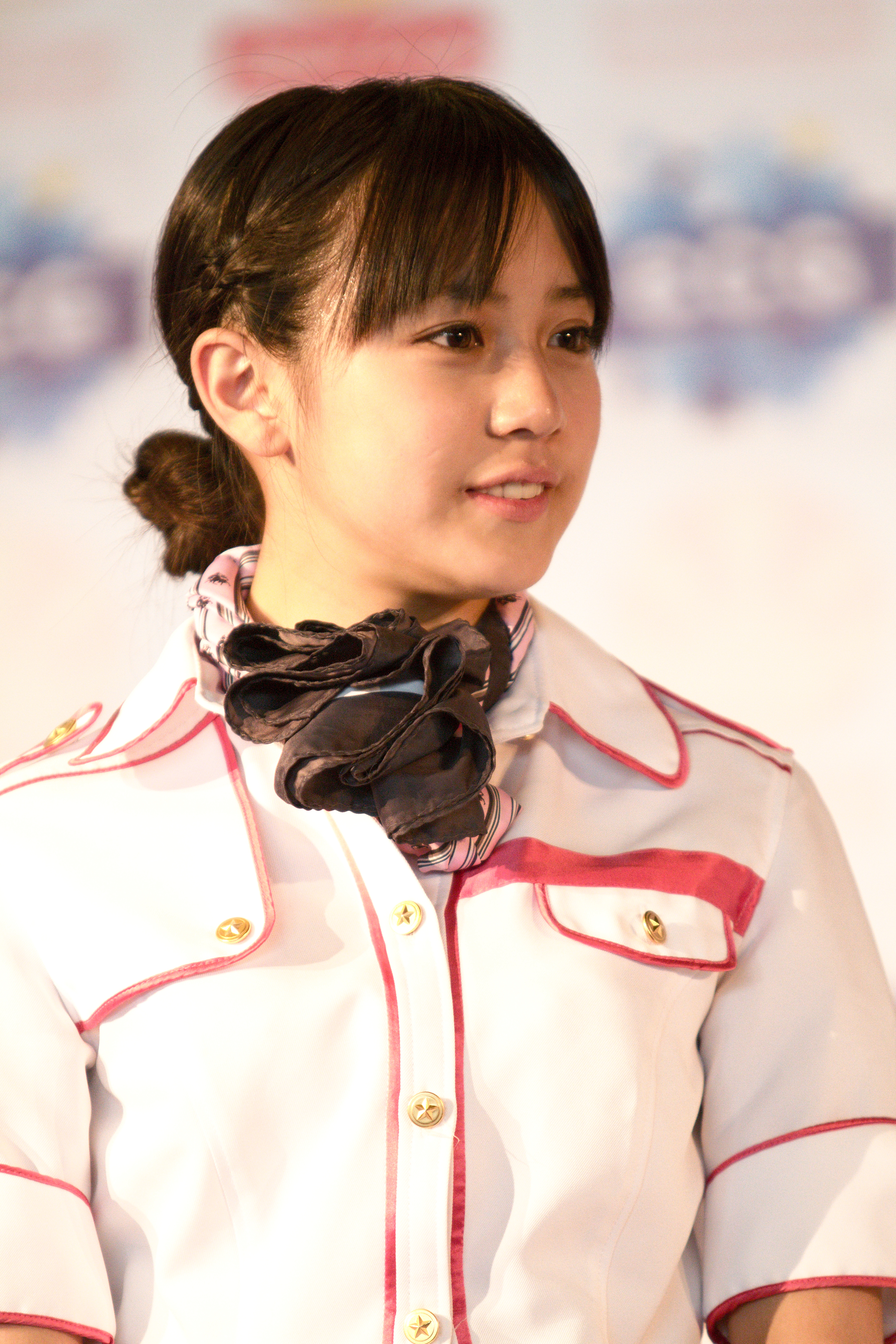
Makocchan à Japan Expo 12
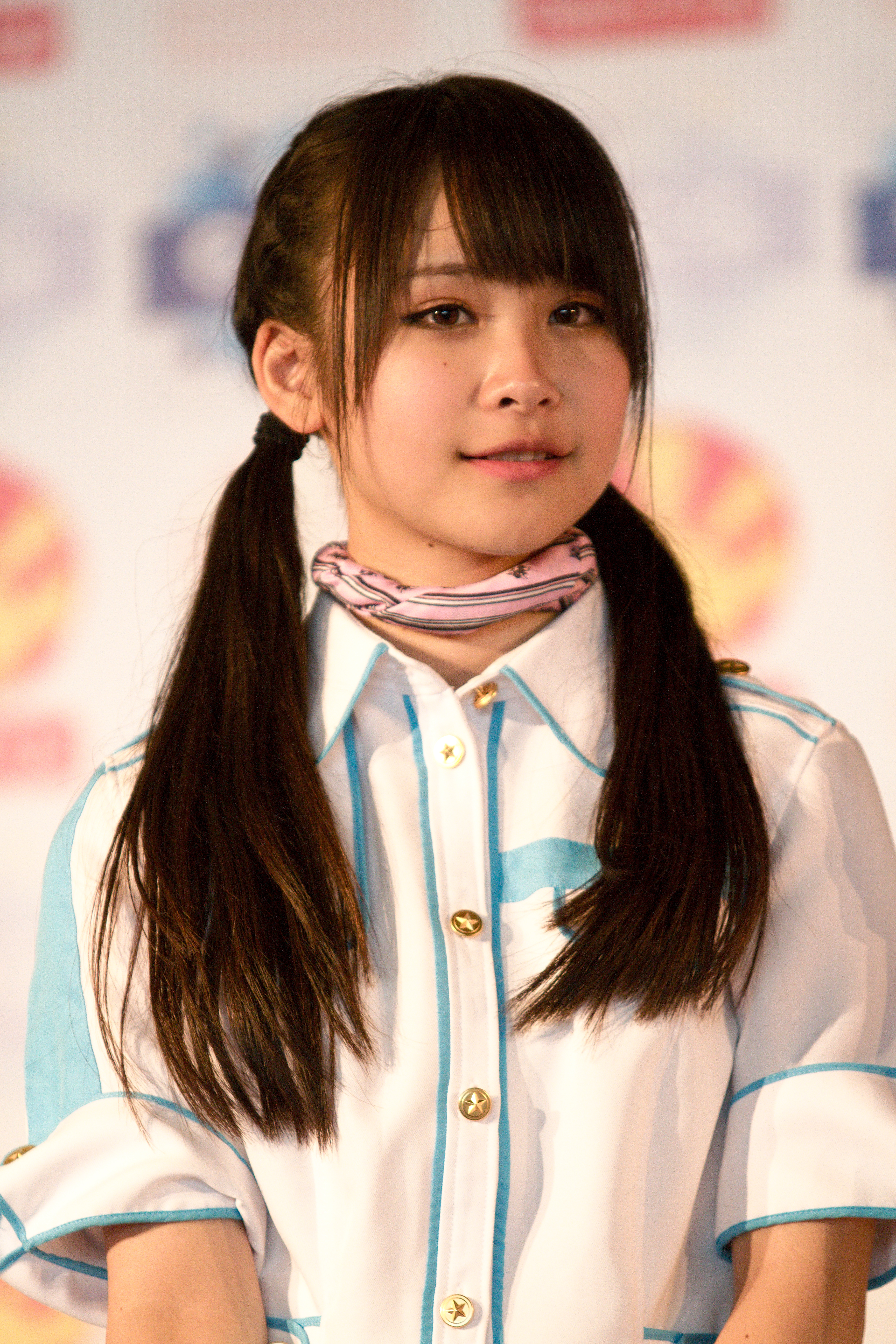
Miomio à Japan Expo 12
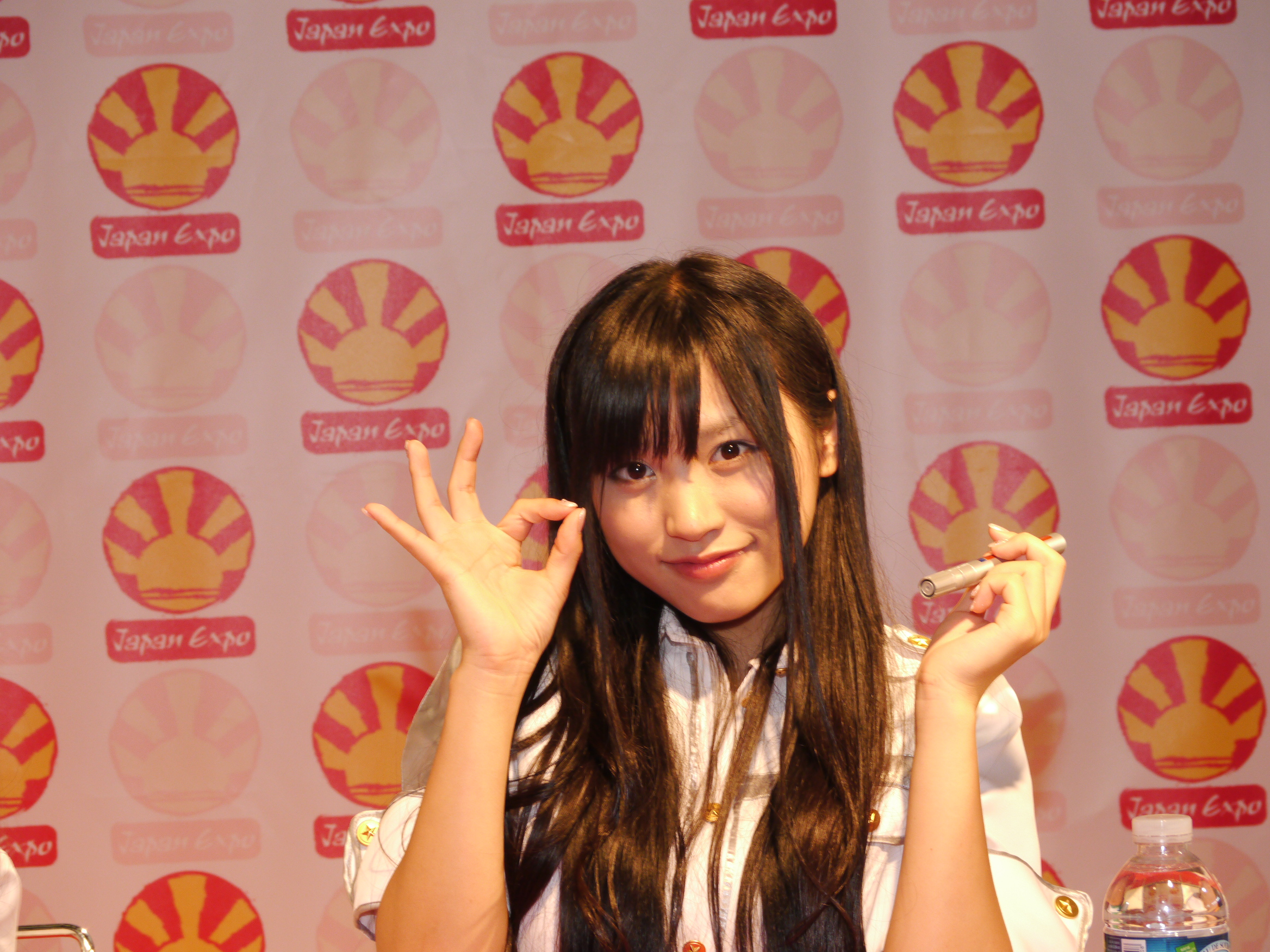
Aipon à Japan Expo 12
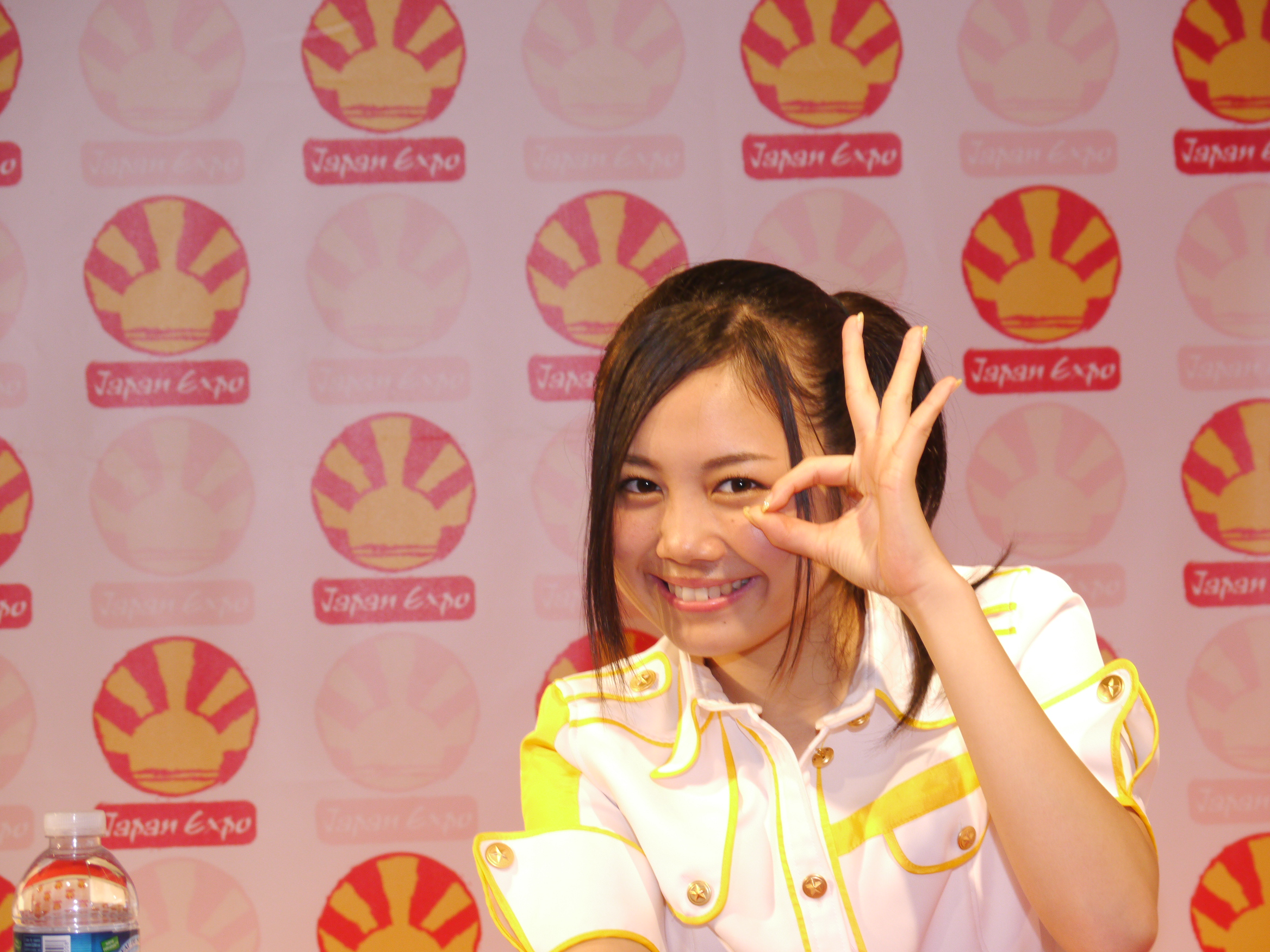
Morishi à Japan Expo 12
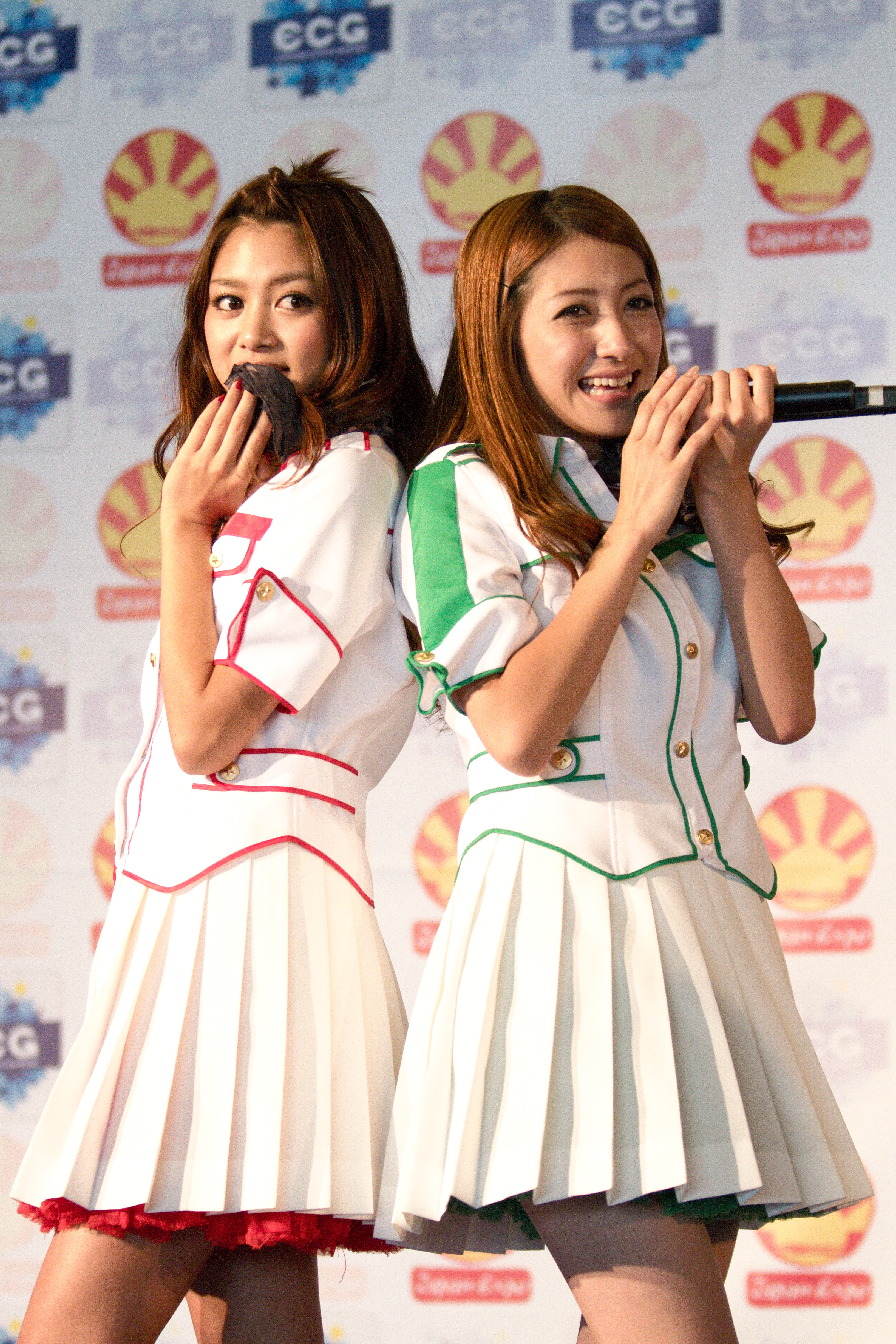
Naomin et Musshu à Japan Expo 12
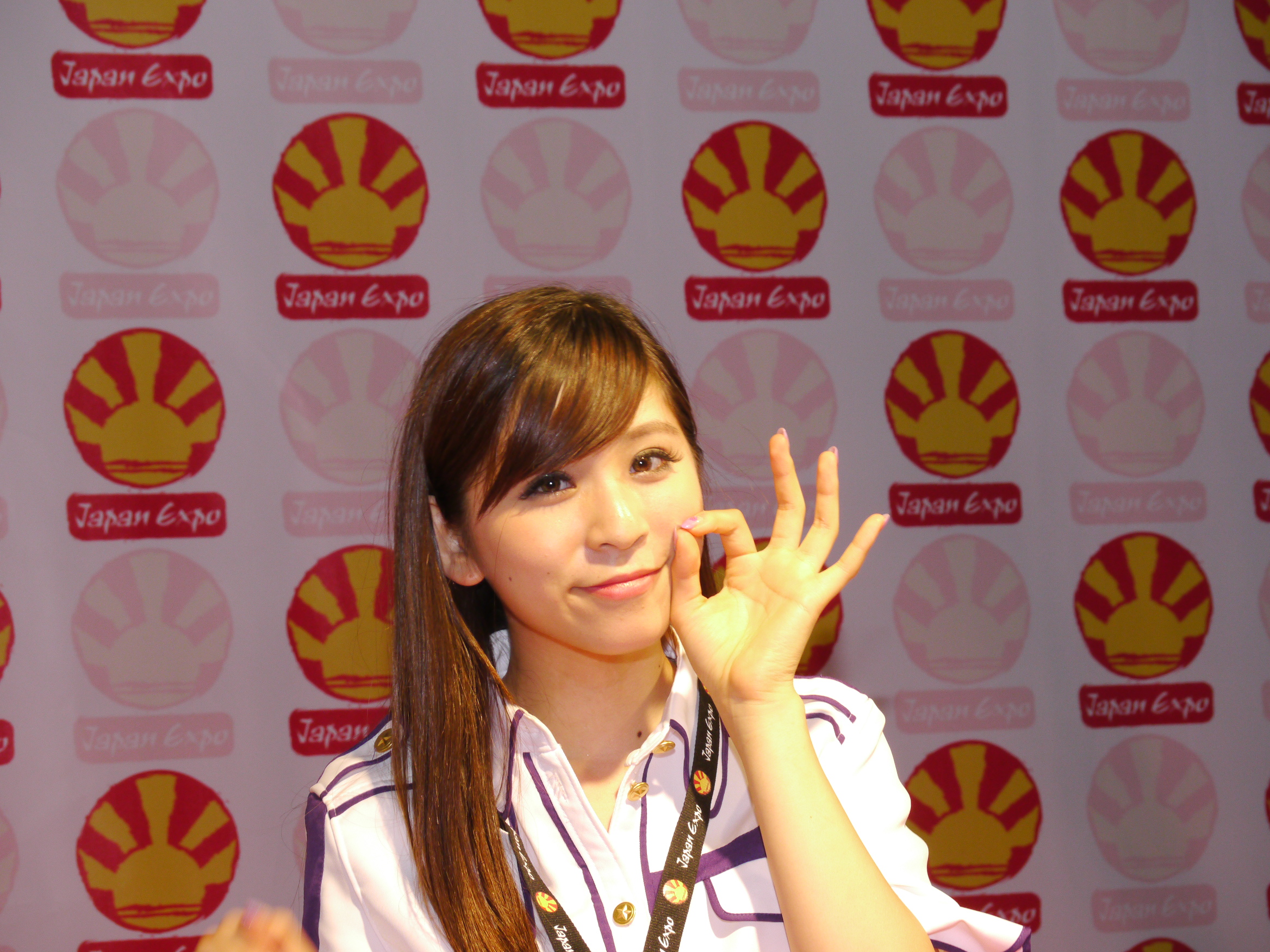
Annya - Japan Expo 12
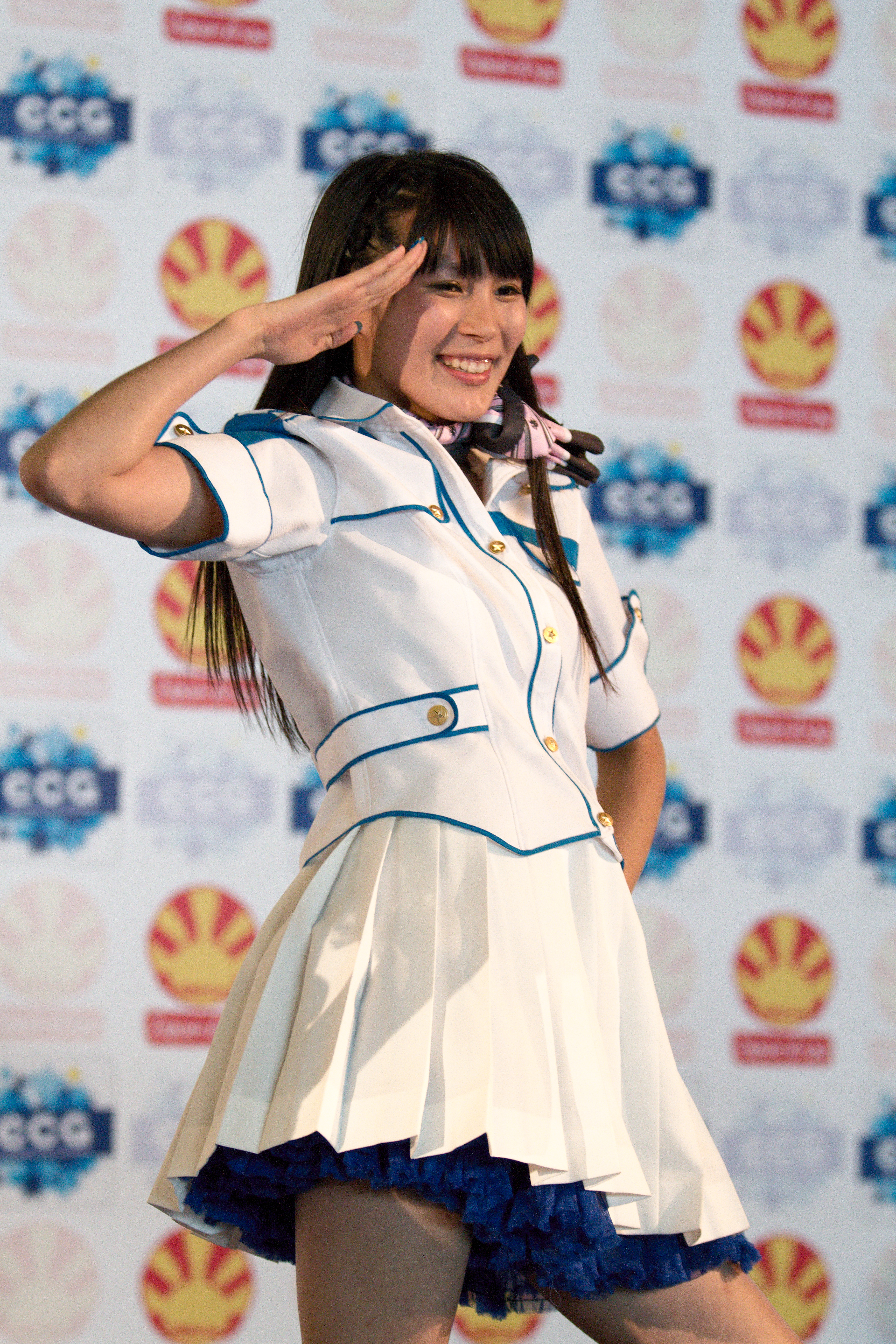
Yucky à Japan Expo 12
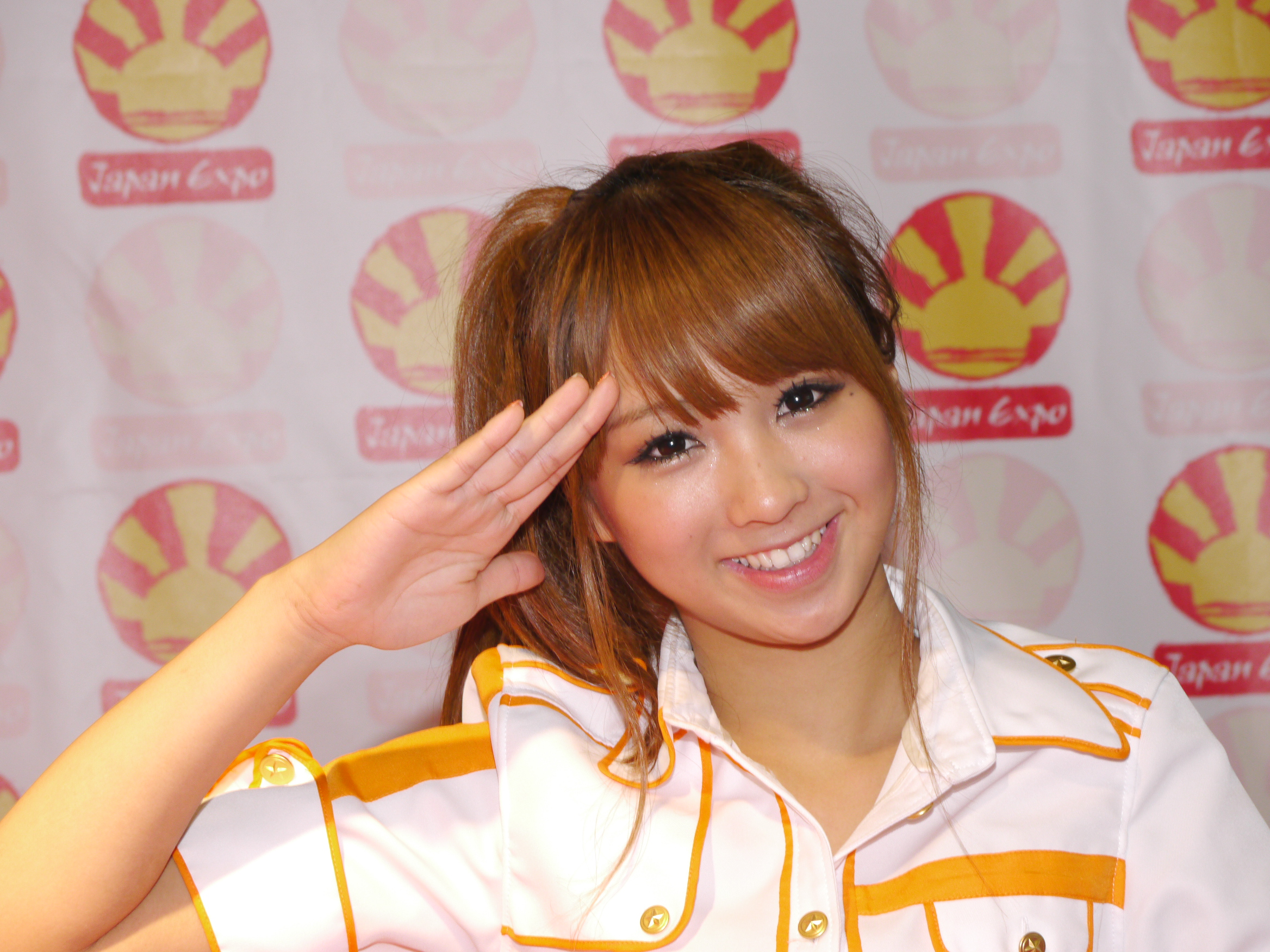
Nachu - Japan Expo 12 (2011)

### Membres finales
| Nom de la membre             | Surnom            | Date de naissance | Lieu de naissance      | Taille   | Groupe sanguin | Couleur associée | Remarques                       |
| ---------------------------- | ----------------- | ----------------- | ---------------------- | -------- | -------------- | ---------------- | ------------------------------- |
| Iwamura Natsumi (岩村捺未)   | Nachu (なちゅ)    | 29 juillet 1991   | Préfecture de Kanagawa | 163 cm   | AB             | Orange           | Membre la plus âgée             |
| Fujimoto Yukimi (藤本有紀美) | Yucky (ゆっきぃ)  | 11 avril 1992     | Tōkyō                  | 168 cm   | A              | Bleu marine      | Chef de cabine                  |
| Anzai Naomi (安斉奈緒美)     | Naomin (なおみん) | 16 avril 1992     | Préfecture de Saitama  | 163 cm   | B              | Rouge            |                                 |
| Negishi Ai (根岸愛)          | Aipon (あいぽん)  | 27 septembre 1992 | Préfecture de Saitama  | 162 cm   | B              | Blanc            | Capitaine                       |
| Mori Shiori (森詩織)         | Morishi (もりし)  | 8 novembre 1992   | Tōkyō                  | 159,4 cm | A              | Jaune            |                                 |
| Masui Mio (増井みお)         | Miomio (みおみお) | 6 octobre 1994    | Tōkyō                  | 151 cm   | O              | Cyan             | Membre la plus petite en taille |
| Tamai Anna (玉井杏奈)        | Annya (あんにゃ)  | 31 janvier 1995   | Tōkyō                  | 160 cm   | inconnu        | Violet           | Membre la plus jeune            |

### Anciennes membres
| Nom de la membre          | Surnom                   | Date de naissance | Lieu de naissance      | Taille | Groupe sanguin | Couleur associée | Remarques                                                                                   |
| ------------------------- | ------------------------ | ----------------- | ---------------------- | ------ | -------------- | ---------------- | ------------------------------------------------------------------------------------------- |
| Sakuma Kaho (佐久間夏帆)  | Musshu (むっしゅ)        | 19 juin 1992      | Préfecture de Fukuoka  | 161 cm | B              | Vert             | Sa « remise de diplôme (graduation) » a eu lieu le 30 décembre 2011 au Zepp Tokyo à Odaiba. |
| Okunaka Makoto (奥仲麻琴) | Makocchan (まこっちゃん) | 18 novembre 1993  | Préfecture de Saitama  | 152 cm | B              | Rose             | Sa remise de diplôme a lieu le 1er janvier 2015                                             |
| Makita Sako (槙田紗子)    | Sakoti (さこてぃ)        | 10 novembre 1993  | Préfecture de Kanagawa | 161 cm | B              | Vert chartreuse  | Sa remise de diplôme a lieu en décembre 2015                                                |

## Discographie

### Albums
Albums studio
| Numéro         | Titre            | Date de sortie   | Meilleur classement Oricon | Meilleur classement Oricon | Chiffres de ventes Oricon | Chiffres de ventes Oricon | Chiffres de ventes Oricon | Divers                                                                      |
| -------------- | ---------------- | ---------------- | -------------------------- | -------------------------- | ------------------------- | ------------------------- | ------------------------- | --------------------------------------------------------------------------- |
| Numéro         | Titre            | Date de sortie   | Quotidien                  | Hebdomadaire               | Quotidien                 | Hebdomadaire              | Total                     | Divers                                                                      |
| En indépendant |                  |                  |                            |                            |                           |                           |                           |                                                                             |
| 1              | TAKE☆OFF         | 4 décembre 2010  |                            | 168e                       |                           |                           |                           |                                                                             |
| En major       |                  |                  |                            |                            |                           |                           |                           |                                                                             |
| 1              | CHECK-IN         | 7 décembre 2011  |                            | 14e                        |                           | 9 597                     | 9 597                     |                                                                             |
| 2              | One World        | 14 novembre 2012 |                            | 26e                        |                           | 3 890                     |                           | Le nom est proche de celui d'une alliance de compagnies aériennes. (Aperçu) |
| 3              | JEJEJEJET!!      | 11 décembre 2013 |                            | 14e                        |                           | 6 346                     |                           |                                                                             |
| 4              | Beef or Chicken? | 13 mai 2015      |                            | 5e                         |                           |                           |                           |                                                                             |
| 5              | Cinema Trip      | 15 février 2017  |                            | 20e                        |                           |                           |                           |                                                                             |

Compilations
| Numéro | Titre         | Date de sortie   | Meilleur classement Oricon | Meilleur classement Oricon | Chiffres de ventes Oricon | Chiffres de ventes Oricon | Chiffres de ventes Oricon | Divers |
| ------ | ------------- | ---------------- | -------------------------- | -------------------------- | ------------------------- | ------------------------- | ------------------------- | ------ |
| Numéro | Titre         | Date de sortie   | Quotidien                  | Hebdomadaire               | Quotidien                 | Hebdomadaire              | Total                     | Divers |
| 1      | PASSPO☆ Best1 | 27 mars 2013     |                            |                            |                           |                           |                           |        |
| 2      | PASSPO☆ Best2 | 27 mars 2013     |                            |                            |                           |                           |                           |        |
| 3      | TRACKS        | 10 décembre 2014 |                            | 9e                         |                           |                           |                           |        |

### Singles
| Numéro         | Titre                                                | Date de sortie    | Meilleur classement Oricon | Meilleur classement Oricon | Chiffres de ventes Oricon | Chiffres de ventes Oricon | Chiffres de ventes Oricon | Divers                                                                |
| -------------- | ---------------------------------------------------- | ----------------- | -------------------------- | -------------------------- | ------------------------- | ------------------------- | ------------------------- | --------------------------------------------------------------------- |
| Numéro         | Titre                                                | Date de sortie    | Quotidien                  | Hebdomadaire               | Quotidien                 | Hebdomadaire              | Total                     | Divers                                                                |
| En indépendant |                                                      |                   |                            |                            |                           |                           |                           |                                                                       |
| 1              | Let It Go!!                                          | 31 mars 2010      | 129e                       |                            |                           |                           |                           |                                                                       |
| 2              | Hallelujah                                           | 14 juillet 2010   | 98e                        |                            |                           |                           |                           |                                                                       |
| 3              | GPP                                                  | 20 octobre 2010   | 96e                        |                            |                           |                           |                           |                                                                       |
| 3              | Go On A Highway                                      | 20 octobre 2010   | 99e                        |                            |                           |                           |                           |                                                                       |
| 3              | Pretty Lie                                           | 20 octobre 2010   | 94e                        |                            |                           |                           |                           |                                                                       |
| 4              | Departure                                            | 19 décembre 2010  | 99e                        |                            |                           |                           |                           | Version limitée                                                       |
| En major       |                                                      |                   |                            |                            |                           |                           |                           |                                                                       |
| 1              | Shōjo Hikō                                           | 4 mai 2011        | 1er                        | 1er                        |                           | 42 706                    | 43 534                    |                                                                       |
| 2              | ViVi Natsu                                           | 24 août 2011      |                            | 3e                         |                           | 40 283                    | 43 537                    |                                                                       |
| 3              | Kimi Ha Boku wo Suki ni Naru                         | 7 mars 2012       | 13e                        | 17e                        |                           | 11 205                    | 12 346                    |                                                                       |
| 4              | Next Flight                                          | 13 juin 2012      | 6e                         | 11e                        |                           | 7 735                     | 9 838                     | Participation de L.A. Metal (Robin Finck, Josh Freese, Chris Chaney.) |
| 5              | Natsuzora HANABI                                     | 15 août 2012      | 5e                         | 17e                        |                           | 7 445                     | 8 976                     |                                                                       |
| 6              | WING                                                 | 3 octobre 2012    | 3e                         | 4e                         |                           | 9 446                     | 10 761                    | PASSPO meets German Metal                                             |
| 7              | Sakura Komachi                                       | 13 février 2013   | 3e                         | 6e                         |                           | 15 531                    | 19 909                    | 1er single du groupe avec son nouveau nom.                            |
| 8              | STEP & GO / Candy Room                               | 22 mai 2013       | 6e                         | 14e                        |                           | 13 169                    | 17 883                    | 1er single du 2e triptyque.                                           |
| 9              | Truly                                                | 26 juin 2013      | 5e                         | 7e                         |                           | 12 042                    | 16 769                    | 2e single du 2e triptyque.                                            |
| 10             | Mōsō no Hawai                                        | 31 juillet 2013   | 7e                         | 12e                        |                           | 12 311                    | 15 408                    | 3e single du 2e triptyque.                                            |
| 11             | Growing Up                                           | 16 octobre 2013   | 3e                         | 9e                         |                           | 17 250                    | 18 587                    |                                                                       |
| 12             | Perfect Sky                                          | 26 mars 2014      |                            | 7e                         |                           | 21 967                    | 22 328                    |                                                                       |
| 13             | Himawari                                             | 20 août 2014      |                            | 7e                         |                           |                           |                           |                                                                       |
| 14             | Mr. Wednesday                                        | 24 février 2016   | 7e                         | 9e                         |                           | 14 719                    |                           |                                                                       |
| 15             | Bachelorette wa Owaranai                             | 27 juillet 2016   | 16e                        | 21e                        |                           | 9 142                     |                           |                                                                       |
| 16             | Gimme Gimme Action / Love Refrain                    | 23 novembre 2016  |                            | 23e                        |                           |                           |                           |                                                                       |
| 17             | Stand Up Girls! ~Dai 1wa Dame Dame Kaijū ni Goyōjin~ | 27 septembre 2017 |                            |                            |                           |                           |                           |                                                                       |

### DVD
Compilations de clips
| N°. | Titre                   | Date de sortie | Meilleur classement Oricon | Meilleur classement Oricon | Chiffres de ventes Oricon | Chiffres de ventes Oricon | Chiffres de ventes Oricon | Divers                                                   |
| --- | ----------------------- | -------------- | -------------------------- | -------------------------- | ------------------------- | ------------------------- | ------------------------- | -------------------------------------------------------- |
| N°. | Titre                   | Date de sortie | Quotidien                  | Hebdomadaire               | Quotidien                 | Hebdomadaire              | Total                     | Divers                                                   |
| 1   | PASSPO Best MUSIC CLIPS | 26 juin 2013   |                            |                            |                           |                           |                           | Ce DVD contient les clips des 7 premiers singles majors. |

Pièce de théâtre
| N°. | Titre      | Date de sortie | Meilleur classement Oricon | Meilleur classement Oricon | Chiffres de ventes Oricon | Chiffres de ventes Oricon | Chiffres de ventes Oricon | Divers                                                |
| --- | ---------- | -------------- | -------------------------- | -------------------------- | ------------------------- | ------------------------- | ------------------------- | ----------------------------------------------------- |
| N°. | Titre      | Date de sortie | Quotidien                  | Hebdomadaire               | Quotidien                 | Hebdomadaire              | Total                     | Divers                                                |
| 1   | Sakura Iro | 3 mai 2010     |                            |                            |                           |                           |                           | Le DVD contient la pièce et en bonus les répétitions. |

Animation
| N°. | Titre                                    | Date de sortie | Meilleur classement Oricon | Meilleur classement Oricon | Chiffres de ventes Oricon | Chiffres de ventes Oricon | Chiffres de ventes Oricon | Divers                                                      |
| --- | ---------------------------------------- | -------------- | -------------------------- | -------------------------- | ------------------------- | ------------------------- | ------------------------- | ----------------------------------------------------------- |
| N°. | Titre                                    | Date de sortie | Quotidien                  | Hebdomadaire               | Quotidien                 | Hebdomadaire              | Total                     | Divers                                                      |
| 1   | Attention please☆ Coffret DVD intégral   | 25 août 2010   |                            |                            |                           |                           |                           | Coffret 3 DVD de l'émission télévisée accompagnée de bonus. |
| 2   | Jarujo Animal microSD                    | 25 août 2010   |                            |                            |                           |                           |                           | Les 10 membres doublent les personnages de la série.        |
| 3   | Attention please☆ Edition Director's cut | 26 août 2011   |                            |                            |                           |                           |                           |                                                             |

Single en DVD
| N°. | Titre       | Date de sortie  | Meilleur classement Oricon | Meilleur classement Oricon | Chiffres de ventes Oricon | Chiffres de ventes Oricon | Chiffres de ventes Oricon | Divers                          |
| --- | ----------- | --------------- | -------------------------- | -------------------------- | ------------------------- | ------------------------- | ------------------------- | ------------------------------- |
| N°. | Titre       | Date de sortie  | Quotidien                  | Hebdomadaire               | Quotidien                 | Hebdomadaire              | Total                     | Divers                          |
| 1   | Kiss = Suki | 7 décembre 2011 |                            |                            |                           |                           |                           | 1er single sorti au format DVD. |

Concerts
| Titre                          | Translittération                | Traduction                                 | Date de sortie  | Divers                                                                                     |
| ------------------------------ | ------------------------------- | ------------------------------------------ | --------------- | ------------------------------------------------------------------------------------------ |
| 「Next Flight」フェス LIVE DVD | "Next Flight" Fes LIVE DVD      | DVD du concert Festival "Next Flight"      | 30 janvier 2013 | Enregistrement du concert qui a eu lieu au Hibiya Open-Air Concert Hall le 8 juillet 2012. |
| 「夏空HANABI」フェス LIVE DVD  | "Natsuzora HANABI" Fes LIVE DVD | DVD du concert Festival "Natsuzora HANABI" | 30 janvier 2013 | Enregistrement du concert qui a eu lieu au Yomiuri Land le 26 août 2012.                   |
| 「WING」フェス LIVE DVD        | "WING" Fes LIVE DVD             | DVD du concert Festival "WING"             | 30 janvier 2013 | Enregistrement du concert qui a eu lieu au Zepp TOKYO le 8 octobre 2012.                   |

### Participations
|   | Date de sortie  | Artiste et titre du cd | Titre de la chanson                                                             |
| - | --------------- | --- | ------------------------------------------------------------------------------- |
| 1 | 29 juin 2011    | Scott Murphy / GUILTY PLEASURES ANIMATION                                                                                       | Blue Bird (ブルーバード, Burū Bādo) feat.ぱすぽ☆                                |
| 2 | 20 juin 2012    | Urbangarde (アーバンギャルド, Ᾱbangyarudo) / Yameru Aidoru (『病めるアイドル』)                                                 | Moeteruyo (萌えてろよ) feat.ぱすぽ☆                                             |
| 3 | 25 juillet 2012 | Moshimo Ashita ga ~Miki Takashi Tribute~ (もしも明日が～三木たかしトリビュート～, Moshimo Ashita Ga ~ Miki Takashi Toribyūto ~) | Anpanman no Māchi (アンパンマンのマーチ) Suizenji Kiyoko (水前寺清子) & ぱすぽ☆ |

## Tie-up
| Année de participation | Titre de la chanson          | lié à (タイアップ, Tai Appu) | CD lié                                 |
| ---------------------- | ---------------------------- | --- | -------------------------------------- |
| 2011                   | Shōjo Hikō                   | Thème d'ouverture (オープニングテーマ, Ōpuningu Tēma) pour le mois d'avril et mai de la série télévisée Le Royaume du classement (『ランク王国』, Ranku Ōkoku) diffusée sur TBS TV (TBSテレビ, TBS Terebi).                          | 1er single Shōjo Hikō                  |
| 2011                   | Kiss = Suki                  | Thème de fin d'octobre à décembre 2012 de la série télévisée de la chaîne Nippon TV (日本テレビ, Nippon Terebi) nommée Guru Guru 99 (『ぐるぐるナインティナイン』, Guruguru Nainti Nain).                                            | 1er DVD single Kiss = Suki             |
| 2012                   | Kimi ha boku wo suki ni naru | Thème de fin du mois de mars de la série télévisée Le bruit de la Porte du Dragon (『音龍門, Oto Ryū Kado) 』 diffusée sur Nippon TV.                                                                                                | 3e single Kimi ha boku wo suki ni naru |
| 2012                   | Natsuzora HANABI             | Générique de fin du mois d'août de la série télévisée PON! et de l'émission Happy ha Pi - Morning ~Happy Mo~ (『ハピはぴ・モーニング〜ハピモ〜』, Hapi Ha Pi ・ Mōningu Hapi Mo) diffusées réciproquement sur Nippon TV et Chiba TV. | 5e single Natsuzora HANABI             |
| 2012                   | Natsuzora HANABI             | La chanson thème de l'année 2012 de l'émission Shiohaku (汐博) | 5e single Natsuzora HANABI             |
| 2012                   | Love Diary                   | La musique du spot publicitaire de la campagne spéciale Noël de la société de voyage H.I.S. pour la Région de Kantō. | 2e album One World                     |
| 2012                   | Love Diary                   | Thème de la publicité de la société H.I.S. dans le cadre de la campagne des bonnes affaires hivernales pour la Région du Kansai. | 2e album One World                     |
| 2013                   | Sakura Komachi               | Musique du spot publicitaire Joyeux Printemps (HAPPY春, Happy Haru) de H.I.S. pour la Région du Kansai. | 7e single Sakura Komachi               |
| 2013                   | Sakura Komachi               | Générique de fin de la série télévisée Konkurabe (『徳井と後藤と麗しのSHELLYが今夜くらべてみました) diffusée sur Nippon TV. | 7e single Sakura Komachi               |
| 2013                   | Sakura Komachi               | Thème final du mois de février de la série télévisée de Nippon TV intitulée Yoasobi 3 (『ゲーマーズTV 夜遊び三姉妹, Yoasobi San Shimai』)                                                                                            | 7e single Sakura Komachi               |
| 2013                   | Truly                        | Thème de fin de la série télévisée de Tōkyō TV intitulée Défense ultime Léviathan (『絶対防衛レヴィアタン』, Zettai Bōei Reviatan).                                                                                                  | -                                      |
| 2013                   | STEP&GO                      | Générique de fin du dessin animé Driland Exploration -Le Véritable Trésor Millénaire- (『探検ドリランド -1000年の真宝-』) diffusée sur Tōkyō TV .                                                                                    | -                                      |

## Concerts

### Concerts Solo
| Date                                    | Nom | Lieu | Nombre de représentations | Remarque |
| --------------------------------------- | --- | --- | ------------------------- | --- |
| 3 mai 2010                              | PASSPO☆ Décollage ! ~ Le vol est il bien ? ~ (ぱすぽ☆TAKEOFF! 〜フライトしちゃっていいんでSKY?〜, Pasupo Takeoff ~Furaito Shichatte iinde Sky ?~) | Live House dans l'arrondissement de Shibuya, Shinjuku Astro Hall (ライブハウス#渋谷区, 原宿アストロホール, Raibu Hausu Shibuyaku Shinjuku Asutoro Hōru). | 1                         | Premier concert solo (ワンマンライブ, Wanman Raibu)                                                                                |
| 23 novembre 2010                        | Célébrer le 1er anniversaire, ça vous CIEL ? (1周年記念しちゃっていいんでSKY?, Ichi Shūnenkinen shi chatte īnde SKY?)                             | Morph Tokyo | 1                         | Célébration du premier anniversaire.                                                                                               |
| 5 mai 2011                              | Concert Solo en l'honneur du début en major (メジャーデビュー記念ワンマン, Mejādebyū kinen wanman)                                                | Shibuya Mt.RAINIER HALL | 1                         | Célébration du début en major. |
| 19 novembre 2011                        | Vol marquant l'anniversaire des 2 ans (2周年記念フライト, Ni Shūnenkinen furaito)                                                                 | Akasaka Blitz | 1                         | Célébration de deuxième anniversaire.                                                                                              |
| Du 27 décembre 2011 au 30 décembre 2011 | Tournée d'enregistrement (CHECK-INツアー, CHECK-IN tsuā)                                                                                          | Nagoya, Osaka et Tokyo | 3                         | Tournée des salles Zepp, Kaho Sakuma quitta le groupe à l'issue de la dernière représentation.                                     |
| 31 mars 2012                            | 時を超えてぱすぽ☆はso, 新体制発表でぇござる！の巻 (Toki o koete pasupo ☆ wa so, shintaisei happyō de ~egozaru! No maki)                           | Nakano Sun Plaza | 1                         | Vote pour choisir le ou les membres qui remplaceront Kaho Sakuma, finalement l'option choisie fut de conserver l'effectif courant. |
| 8 juillet 2012                          | NextFlight Fes (NextFlightフェス) | Hibiya Open-Air Concert Hall | 1                         | |
| 14 août 2012                            | Concert Namba Ōsaka (なんば大阪, Namba Oosaka) | Zepp Namba d'Ōsaka |                           | Dans le cadre de la tournée Passpo☆ Higashi-Meihan ZEPP Tour (ぱすぽ☆ 東名阪zeppツアー, Pasupo Higashimeihan zepp tsuā).           |

## Album photos
- Cielo recueil de photos officiel sorti le 6 décembre 2010.
- Album officiel Passpo☆ Attention Please Visual(ぱすぽ☆オフィシャルブック　ATTENTION　PLEASE　ビジュアル編) sorti le 15 novembre 2011.
- Album officiel Passpo☆ Attention Please Character (ぱすぽ☆オフィシャルブック　ATTENTION　PLEASE　キャラクタｰ編) sorti le 15 novembre 2011.

## Apparitions

### Télévision

#### Japan in Motion
Le 17 mai 2011 PASSPO☆ rejoint l'équipe de Japan in Motion lors de la 4e saison.
Cette émission culturelle de divertissement, diffusée en France sur Nolife, propose de découvrir le Japon insolite.
PASSPO☆ participe à l'émission en présentant une rubrique touristique.
Le groupe partage l'antenne avec d'autres chanteuses.
| Saison n° | Dates de diffusion | Dates de diffusion | Autres participants                                | Nombre d'épisodes | Remarques                                                       |
| Saison n° | début              | fin                | Autres participants                                | Nombre d'épisodes | Remarques                                                       |
| --------- | ------------------ | ------------------ | -------------------------------------------------- | ----------------- | --------------------------------------------------------------- |
| 4         | 17 mai 2011        | 5 juillet 2011     | Aso Natsuko, Neeko                                 | 8                 |                                                                 |
| 5         | 6 septembre 2011   | 27 décembre 2011   | Aso Natsuko                                        | 16                |                                                                 |
| 6         | 17 janvier 2012    | 3 avril 2012       | Aso Natsuko, Kyary Pamyu Pamyu, Tokyo Girls' Style | 16                |                                                                 |
| 7         | 10 avril 2012      | 3 juillet 2012     | Aso Natsuko, Kyary Pamyu Pamyu                     | 16                | Depuis cette saison l'émission est également diffusée au Japon. |
| 8         |                    |                    | Aso Natsuko, Vanilla Beans                         |                   | Arrivée de Haruna Luna dans l'émission.                         |
| 9         | 2 avril 2013       | 2 juillet 2013     | Aso Natsuko                                        |                   |                                                                 |
| 10        |                    |                    |                                                    |                   |                                                                 |
| 11        |                    |                    |                                                    |                   | Hacchake-tai rejoint l'émission.                                |

#### PASSPO☆ no SHAKU-UMA TV
PASSPO☆ no SHAKU-UMA TV (PASSPO☆の尺うまTV) est une émission de télévision consacrée au groupe PASSPO☆ et diffusée sur Tōkyō TV. Le concept de l'émission consiste à laisser aux membres du groupe le choix du contenu de chaque épisode. Les épisodes sont tournés puis soumis à un juge qui va décider si le contenu est suffisamment intéressant pour être diffusé. Le juge visionne le contenu d'un épisode par tranche de trois minutes, à l'issue de chaque visionnage, il décide ou non de continuer de diffuser l'émission. Lorsqu'il n'est pas satisfait de ce qu'il a vu, la diffusion de l'épisode est interrompue. Les membres doivent alors jouer un match de base ball jusqu'à la fin de l'épisode.
Les chanteuses n'ont de cesse d'essayer de convaincre le juge de laisser la diffusion de l'épisode se dérouler jusqu'à son terme, un jeu s'installe alors pour essayer d'amadouer le juge en avançant des arguments plus percutants les uns que les autres.
| Numéro de l'épisode | Dates de diffusion | Dates de diffusion | Concept de l'émission | Remarques |
| Numéro de l'épisode | début              | fin                | Concept de l'émission | Remarques |
| ------------------- | ------------------ | ------------------ | --------------------- | --------- |
| 1                   |                    |                    |                       |           |
| 2                   |                    |                    |                       |           |
| 3                   |                    |                    |                       |           |
| 4                   |                    |                    |                       |           |
| 5                   |                    |                    |                       |           |
| 6                   |                    |                    |                       |           |
| 7                   |                    |                    |                       |           |
| 8                   |                    |                    |                       |           |
| 9                   |                    |                    |                       |           |
| 10                  |                    |                    |                       |           |

#### Divers
| Nom de l'émission             | Chaîne télévisée | Date de diffusion | Horaires de diffusion | Horaires de diffusion | Noms des membres participantes      | Remarques |
| Nom de l'émission             | Chaîne télévisée | Date de diffusion | début                 | fin                   | Noms des membres participantes      | Remarques |
| ----------------------------- | ---------------- | ----------------- | --------------------- | --------------------- | ----------------------------------- | --------- |
| Anime DON ! (「アニメDON！」) | Tōkyō TV         | 13 mai 2013       | 3h20                  | 3h50                  | Negishi Ai, Masui Mio, Makita Sako. |           |

## Divers

### Cinéma
- Cheerfu11y sorti en salle le 22 octobre 2011 avec Mori Shiori, Tamai Annaa, Sakuma Kaho et Anzai Naomi[29].

### Radio
- MUSIC Y2（TOKYO FM）
- 「ゴチャ・まぜっ！水曜日」 (Gocha Maze! Mercredi) :  Émission diffusée chaque mercredi sur MBS Radio (1 179 kHz) avec Okunaka Makoto[30].

### Publicité
Passpo apparaît dans deux campagnes publicitaires de l'agence de voyage H.I.S.